# Parque industrial

Símbolo de polígono industrial.

Un parque industrial, también llamado  polígono industrial (en España), cinturón industrial, polo industrial o zona industrial, es un espacio territorial en el cual se agrupan una serie de actividades industriales, que pueden o no estar relacionadas entre sí, que se encuentra en una zona favorable, que generalmente presenta las siguientes características:
- fuentes de energía.
- transporte y mano de obra.
- ubicación y magnitud de los mercados o áreas de servicio.
- impuestos y aranceles. y la disponibilidad de los servicios públicos y otros de apoyo que son esenciales para la operación exitosa de una planta.

Los parques industriales tienen la particularidad de contar con una serie de servicios, como pueden ser: abastecimiento de energía eléctrica, abastecimiento de agua con diversos tipos de tratamiento, en función del uso que se le quiera dar, como, por ejemplo, para uso potable, para calderas, o para enfriamiento, etc.
Los parques industriales suelen tener también otros servicios comunes, como servicio de vigilancia, portería, tratamiento de aguas servidas, entre otros.

## Selección de sitios industriales
Ha evolucionado, últimamente, la selección de sitios para la industria, e incluye consideraciones en cuanto al ambiente natural y social, y la aceptación de las comunidades que pueden ser afectadas, sea positiva o negativamente.
La meta de crecimiento industrial ya no es suficiente, como la única justificación de la construcción de una fábrica en un sitio dado. Una de las razones para el cambio es el mayor conocimiento acerca de los efectos para la salud pública y la experiencia con la degradación del aire, el agua y la tierra que puede ocurrir si no existe una planificación sólida de las áreas industriales. Otra es la falta de voluntad de las comunidades para tolerar las alteraciones en la forma de ruido, tráfico, olores y la presencia física de las grandes instalaciones. De igual importancia, por lo menos, es la conciencia del público de los peligros que representan muchas operaciones industriales, que ha sido acentuada por los desastres en Bhopal y Chernóbil, que recibieron amplia publicidad.
Al mismo tiempo, la industria ha ganado experiencia con los costos de las operaciones rutinarias de control de contaminación y eliminación de desechos, respuesta a los accidentes y actividades de limpieza. En los países donde se ejecutan las normas ambientales, el control de la contaminación representa un costo conocido e importante. Hay una tendencia a incluir el aspecto económico en la toma de decisiones de las compañías cuando buscan nuevos sitios para las plantas, y los lugares que tienen fragilidades ambientales especiales que requieren medidas extraordinarias para proteger su calidad ambiental, se vuelven menos atractivos, económicamente. En cambio, los parques industriales preplanificados, con sistemas de tratamiento y eliminación de desechos y otras infraestructuras necesarias, ofrecen importantes ventajas.
En consecuencia, es cada vez más cómoda la práctica de requerir la aprobación gubernamental previa de los sitios para las industrias que causan impactos que son, potencialmente, negativos.
- La India, comenzó en 1988, a requerir la aprobación del Consejo Estatal de Control de Contaminación respectivo, antes de permitir la selección de un sitio para una planta, en vez de esperar hasta que esté lista para iniciar sus operaciones. El Ministerio de Industria de la India ha establecido un procedimiento formal para la selección de sitios para las industrias muy contaminantes.
- Recientemente, Indonesia comenzó a obligar a las industrias a que realicen un análisis ambiental de las nuevas instalaciones propuestas. En el caso de identificar impactos significativos, la empresa deberá realizar una evaluación de impactos completa antes de que pueda recibir una licencia del Ministerio de Industria o el Consejo de Coordinación de Inversiones.

Existe la tendencia de integrar la determinación de la idoneidad del sitio al proceso global de control de la contaminación / manejo del medio ambiente. En esencia, muchas agencias que son responsables para el control de la contaminación y en algunas de las que existen principalmente para promover el desarrollo industrial, han estado persiguiendo el mismo objetivo que se articula en la necesidad de establecer una estrecha integración de la Evaluación Ambiental con otros aspectos de la preparación de proyectos, de modo que se dé a las consideraciones ambientales la importancia que se merecen durante la selección, ubicación y diseño de los proyectos.

### Procedimientos generales

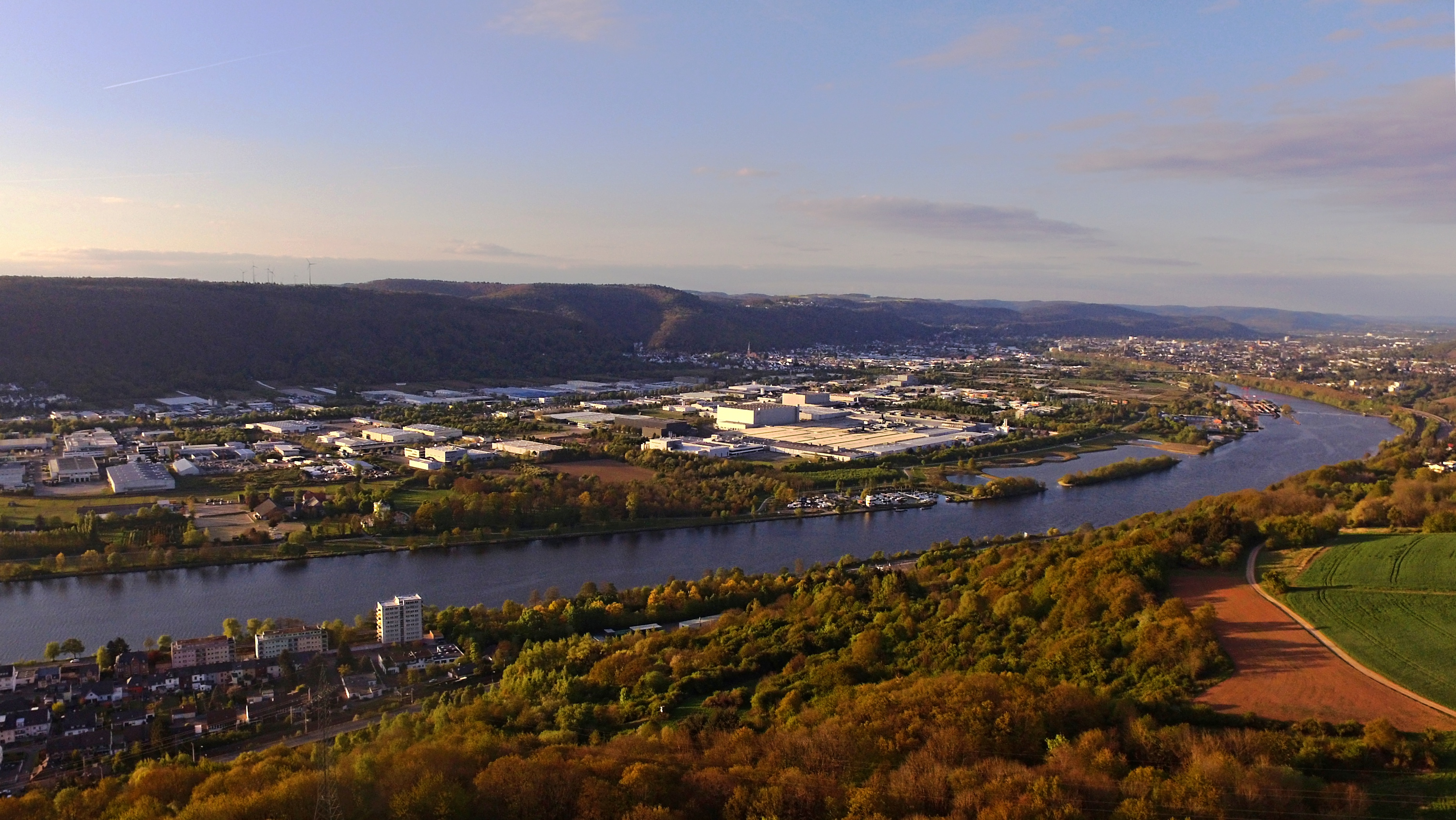
Zona industrial moderna Tréveris (Alemania)

Si bien existen diferentes metodologías para la selección comparativa de sitios, hay siete elementos básicos comunes:
- Una lista corta de los sitios potenciales (puede incluir los sitios preferidos así como alternativos)
- Descripción de cada sitio en términos de las fragilidades ecológicas y socioculturales
- Análisis de la capacidad de cada sitio para asimilar impactos en términos de un conjunto común de criterios para la prevención de la degradación de los recursos naturales y socioculturales
- Eliminación de los sitios que tengan serias limitaciones ambientales
- Descripción, para los sitios restantes, de las medidas necesarias para evitar o atenuar los impactos y cumplir con las normas ambientales, incluyendo la consideración de la factibilidad técnica e institucional, confiabilidad y costo a largo plazo;
- Consulta con las comunidades afectadas
- Clasificación de las alternativas y selección del sitio propuesto.

Dependiendo de los reglamentos aplicables en cada país y la naturaleza de la industria, el proceso de selección del sitio puede llevarse a cabo dentro del contexto de una evaluación ambiental, o como un análisis más específico, bajo el procedimiento de la solicitud de la licencia o permiso.
Se pueden preseleccionar los sitios, también, sea como parte de un proceso de planificación y zonificación que limita el rango de alternativas a las áreas designadas para la industria, o bajo las políticas de desarrollo que tratan de ubicar el desarrollo industrial dentro de los parques respectivos. Si la planificación, zonificación y ubicación del parque industrial se basa en criterios ambientales, puede no haber ninguna necesidad de análisis adicional del sitio, o los estudios que se requieren pueden limitarse a ciertos temas, como la necesidad de pretratamiento de las aguas servidas de la planta propuesta. Sin embargo, a menudo, es verdad que solamente los criterios de la factibilidad económica y técnica se utilizan como la base para identificar las áreas de desarrollo industrial. En este caso, no hay ninguna garantía de que se cumplan los objetivos ambientales. Se debería efectuar siempre la evaluación ambiental de los posibles sitios.
En el caso de la expansión propuesta de los medios de producción en el sitio actual, es importante evaluar el sitio de acuerdo con los efectos combinados de las operaciones existentes y las nuevas. Posiblemente, algún aspecto único del nuevo proceso hará que el sitio sea indeseable, o las medidas necesarias para manejar el impacto total pueden ser tan costosas que un nuevo sitio sería preferible. El mismo concepto se aplica a la ubicación de una nueva planta en un área ya industrializada. El incremento en las emisiones atmosféricas cumulativas, por ejemplo, puede hacer que el sitio sea inaceptable para la instalación propuesta.

### Subsectores industriales críticos
La selección del sitio no es el aspecto crítico para todos los subsectores industriales. Sea debido al tamaño reducido, o el tipo de operación, o ambos, hay plantas que tienen poco potencial para causar un impacto negativo en el ambiente natural o sociocultural. 
- Indonesia toma esto en cuenta con un procedimiento de evaluación ambiental de dos niveles. Todas las empresas que solicitan licencias deberán realizar una evaluación preliminar. Actividades para las cuales se identifiquen impactos potencialmente severos, requerirán que se realice una evaluación de impacto completo.
- La India ha optado por un enfoque alternativo. El Ministerio de Industria publica la lista de unos veinte subsectores que requieren una autorización ambiental formal del gobierno estatal antes de la selección de los sitios. Algunos ejemplos son: industrias metalúrgicas primarias, pulpa y papel, pinturas, curtido de cuero, baterías, caucho sintético, cemento y electro deposición. Las instalaciones grandes tendrían la obligación de realizar Evaluaciones del Impacto Ambiental según los reglamentos del Ministerio del Medio Ambiente y Bosques de la India.

### Criterios para la selección de los sitios

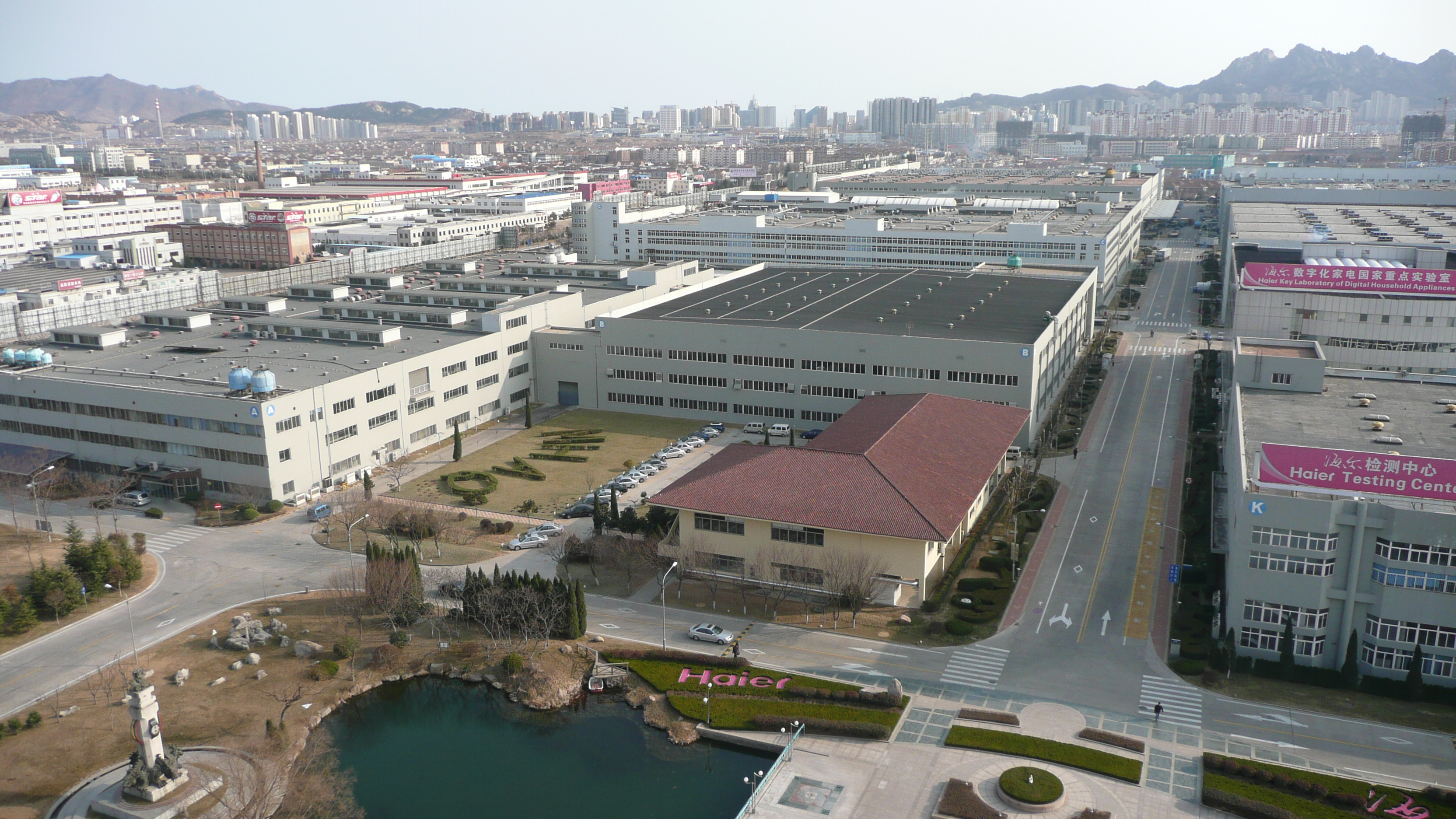
Parque industrial.

Se deben comparar y seleccionar los sitios según un conjunto completo de criterios. A veces, pueden existir ya, criterios de selección de sitios en la forma de reglamentos y lineamientos gubernamentales. Donde no existan en esta forma, pueden ser derivados de varias fuentes, a fin de utilizarlos en el proyecto. Los criterios pueden ser implícitos en la planificación y zonificación, como base para determinar su idoneidad para uso industrial. Las leyes o reglamentos que protegen ciertas áreas o recursos frágiles sirven como restricciones, y deben ser incorporados a los criterios que se emplean para la selección del sitio. Hay criterios que representan buenas prácticas para ciertas industrias. Finalmente, están los principios generales para la planificación del uso de las tierras que son ambientalmente frágiles.
Continuando con el ejemplo de la India, el Ministerio de Medio Ambiente y Bosques ha recomendado lineamientos que tratan los siguientes puntos:
- Las áreas que deben ser evitadas
- Los requerimientos ambientales para los sitios industriales

Los ejemplos se dan a continuación (GeethKrishnan 1989):
- El sitio industrial estará, por lo menos, a las siguientes distancias de los lugares que se enumeran:
  - 25 km de las áreas ambientalmente o de otra manera frágiles (los ejemplos incluyen los sitios religiosos e históricos y monumentos arqueológicos, áreas pintorescas, playas, áreas costaneras y esteros que sean criaderos importantes, parques nacionales y santuarios, lagos naturales y pantanales, y asentamientos tribales)
  - 0,5 km de la línea de la marea alta en las áreas costaneras
  - 0,5 km de los límites naturales o modificados de la planicie de inundación
  - 25 km del límite de crecimiento proyectado de las ciudades grandes (población de 3 millones o más)
- Los siguientes son ejemplos de los requerimientos ambientales relacionados con el uso industrial de los sitios específicos:
  - no puede haber conversión de bosques a otra actividad no forestal para sostener la industria
  - no puede haber conversión de las mejores tierras agrícolas para el uso industrial
  - ha de haber suficiente espacio en el sitio para el almacenamiento de los desechos sólidos y el tratamiento apropiado y reutilización de las aguas servidas
  - debe haber un cinturón verde de 0,5 km de ancho alrededor del sitio
  - debe adaptarse la instalación propuesta al paisaje, de modo que el desarrollo no altere los aspectos pintorescos del lugar

Posiblemente, las pautas de la India no sean aplicables en todos los países, pero demuestran los tipos de consideraciones que los gobiernos están exigiendo para la selección de los sitios industriales. Los siguientes son ejemplos de otros factores que podrían incluirse en la lista de las características que prohíben la selección de un sitio en particular para uso de una industria que sea muy propensa a producir contaminación (dependiendo de la naturaleza de la industria):
- Si se trata de una área que recarga un acuífero que es utilizada, actualmente, para agua potable, o si existe la posibilidad de que sea utilizado en el futuro, o si se trata de una área de captación de agua para un reservorio público de agua potable
- Si las aguas que las reciben no pueden absorber las aguas negras sin que se degrade su calidad, a pesar del tratamiento adecuado
- Si la zona climática tiende a experimentar períodos de insalubridad del aire
- Si se trata del hábitat de una especie en peligro de extinción
- Si el sitio (o los caminos de acceso) están cerca de instituciones cuyo uso de la tierra sea incompatible, por ejemplo, centros de salud, escuelas, áreas residenciales
- Si no existe ninguna capacidad regional para eliminar los desechos peligrosos (si la industria los produce)

Hay otros factores que, normalmente, no excluyen el sitio de la consideración, pero representan áreas de impacto potencial y deben ser tomados en cuenta para la clasificación de los sitios alternativos:
- El número de residentes que serían desplazados
- El número de propiedades que serían afectadas o expropiadas
- La distancia al lugar más cercano donde se haga uso no industrial de la tierra
- Compatibilidad de las aguas servidas con el sistema local de recolección y tratamiento, si existe

## Relación con la evaluación ambiental

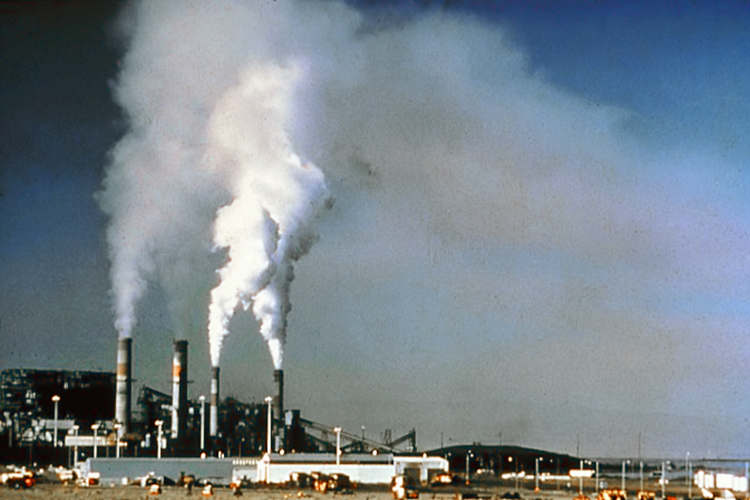
Uno de los grandes inconvenientes de los parques industriales es su impacto al medio ambiente.

Una de las áreas donde la evaluación ambiental puede ser más efectiva es la de la selección del sitio para la planta, pero, únicamente, si se inicia el proceso de evaluación antes de finalizar el proceso de seleccionar las opciones. Los proyectos complejos de desarrollo industrial y las instalaciones similares que tienen el potencial para causar un impacto ambiental significativo, no pueden ser manejados mediante la aplicación simple de los criterios de selección del sitio. Estos proyectos requieren una evaluación ambiental completa. Esta debe comenzar mucho antes de tomar la decisión en cuanto a la selección del sitio, de modo que se pueda considerar las alternativas reales. Al identificar los impactos potenciales asociados con cada lugar, y al comparar los sitios sobre esta base, salen a la luz, muy oportunamente, las cuestiones ambientales, y esto permite que los planificadores y diseñadores del proyecto puedan aprovechar al máximo todas las formas posibles de evitar los impactos. En el caso de los impactos que no pueden ser evitados y que sean aceptados como parte de los costos del desarrollo, se presenta la oportunidad de seleccionar un sitio alternativo y, como resultado, la eficiencia de las medidas tomadas para atenuar los impactos puede ser más alta y los costos de las mismas, más bajos, de lo que habría sido, de otra manera. Además, la evaluación ambiental oportuna ayuda a evitar las interrupciones, demoras y costos adicionales que ocurren cuando es necesario cambiar de sitio debido a cuestiones ambientales, o la falta de aceptación del público, que salen a la luz durante el diseño final.

### Área de influencia
Dependiendo del tipo de planta y el medio que está bajo consideración (el aire, el agua, las plantas, los animales, comunidades humanas)..., el área donde se siente la influencia del proyecto puede extender mucho más allá del sitio y sus alrededores inmediatos. En la selección del sitio, se deberán considerar los factores como el efecto que puede haber sobre la disponibilidad del agua en el punto de remoción, o su calidad a distancia aguas abajo del punto de descarga. Son relevantes a grandes distancias las características de los recursos naturales y los usos de la tierra de la zona climática a favor del viento, así como los impactos ambientales en las vías de comunicación. Si el proyecto va a causar desarrollo secundario que variaría según la selección del sitio (por ejemplo, plantas de asfalto en las canteras, ferrocarriles o carreteras nuevas, instalaciones portuarias, o poliductos nuevos, viviendas para los trabajadores, sitios de reasentamiento). las áreas de captación de agua y las zonas climáticas deben ser tomadas en cuenta en la decisión sobre la selección del sitio.

### Capacidad de la respuesta de emergencia
Es irresponsable ubicar una planta industrial en un sitio donde represente un riesgo significativo para las comunidades vecinas, o los sistemas naturales frágiles de los alrededores, donde sea imposible manejar una emergencia de tal manera que se eviten los daños o un desastre. Si no es posible diseñar un plan de acción que permita estar razonablemente seguro de su efectividad (incluyendo las provisiones para evacuación de emergencia, si el tipo de instalación lo merece), se debe escoger otro sitio. De no existir medios de comunicación y respuesta de emergencia, es imposible manejar los riesgos. Constituyen riesgos inaceptables los caminos y ferrocarriles inseguros, o los camiones y trenes dudosos, si se utilizan para transportar materiales peligrosos por las áreas residenciales. La falta de una zona de separación entre el almacenamiento de los materiales peligrosos o la planta de procesamiento, y las comunidades o sistemas naturales frágiles (áreas de desove de los peces, por ejemplo) crea una situación en la que ni la advertencia, ni la contención serán lo suficientemente oportunas para prevenir los daños.
Se pueden superar algunas de estas limitaciones, si el proyecto incluye componentes de manejo de riesgos.  Se puede fortalecer la capacidad de respuesta del gobierno local, proporcionando equipos y capacitación. Los medios de transporte pueden ser mejorados, o se pueden construir rutas alternativas para llegar al sitio. Sin embargo, algunas de las dimensiones del problema de respuesta de emergencia pueden ser resueltos, únicamente, mediante una selección cuidadosa del sitio.

### Desarrollo inducido
Las oportunidades de empleo son imanes que atraen a los trabajadores e impulsan el crecimiento de las comunidades locales. Especialmente al inicio del crecimiento industrial, la comunidad puede experimentar el desarrollo inducido de la tierra, y estar mal preparada para manejar los impactos. Estos incluyen la sobrecarga de la infraestructura y servicios municipales, y los conflictos culturales entre los residentes antiguos y los trabajadores inmigrantes. Hay que dar especial atención a la prevención de los asentamientos no planificados junto a las puertas de la fábrica. El fortalecimiento institucional del gobierno local y la participación de las comunidades locales en la preparación del proyecto, son maneras efectivas de reducir estos impactos negativos.